# Heinz Harmel
Heinz Harmel (29. června 1906 Mety – 2. září 2000 Krefeld) byl vysoce vyznamenaný důstojník Waffen-SS, který se zúčastnil mnoha bojových akcí na východních i západních frontách druhé světové války. Mimo jiné byl držitelem Rytířského kříže železného kříže s dubovými ratolestmi a meči.

## Mládí a počátky vojenské kariéry
Heinz Harmel se narodil 29. června roku 1906 v lontrinském hlavním městě Metz jako syn štábního lékaře 67. pěšího pluku(Infanterieregiment Nr. 67) a pozdějšího Generál-lékaře (Generalarzt) Reichswehru.
Po dokončení svého vzdělání vstoupil v květnu roku 1926 do Reichswehru a byl zařazen jako vojín k 15. rotě ze 6. pěšího pluku (Infaterie Regiment Nr. 6) ve šlesvickém městě Ratzeburg.
Po dvouroční službě u této jednotky byl v hodnosti Gefreiter der Reserve (Svobodník v záloze) po zranění pravého oka propuštěn z armády. Po opuštění armády se mladý Heinz rozhodl živit v zemědělství, avšak během velké hospodářské krize v roce 1929 byl nucen své dosavadní zaměstnání opustit. Následně se živil jako instruktor na sportovní škole, která spadala pod národní radu pro vzdělávání mládeže (Reichskuratoriums für Jugendertüchtigung).
K počátku října roku 1934 bylo vládou rozhodnuto, že 250 určených sportovních škol bude zařazeno pod armádu a budou sloužit pro předvojenský pěchotní výcvik. Harmelovi byla k této příležitosti udělena hodnost nadrotmistra v záloze (Oberfeldwebel der Reserve).
K 2. říjnu roku 1935 se Harmel rozhodl přestoupit k jednotkám SS-Verfügungstruppe (předchůdce Waffen-SS), kde ho lákala vidina většího žoldu a rychlejšího postupu. Po vstupu mu byla udělena hodnost SS-Oberscharführer (Starší četař) a byl přiřazen k 1. rotě od SS-Standarte "Germania" SS-Standartenführera Carl-Maria Demelhubera v Hamburku, kde působil jako velitel čety.
Stejnou pozici zastával Harmel i v Mnichově u 7. roty od SS-Standarte "Deutschland" pod velením SS-Standartenführera Felixe Steinera, kam byl přeřazen k počátku září roku 1936. Zde se rovněž zúčastnil výcvikového kurzu pro velitele čety, který vedl sám plukovník Steiner. Harmel byl při závěrečném hodnocení vyhodnocen jako jeden z deseti nejlepších mužů výcvikového kurzu.
Vynikající výsledky z tohoto kurzu tak zapříčinily, že byl Harmel ke konci ledna následujícího roku povýšen do hodnosti SS-Untersturmführer (Poručík). Dále tak zůstává ve funkci velitele čety u své 7. roty až do konce března roku 1938. Mezitím byl ke konci ledna téhož roku povýšen do hodnosti SS-Obersturmführer (Nadporučík).
Následně byl po anšlusu Rakouska k Třetí říši převelen do Vídně, kde se jeho následujícím služebním postem stalo velení čety u 1. roty nově zformovaného pluku SS "Der Führer" (SS-Standarte "Der Führer") pod velením SS-Oberführera Georga Kepplera. Zde zůstal až do počátku května téhož roku a následně byl společně s celým II. praporem pluku převelen do hlavního města Korutan na jihu Rakouska, Klagenfurtu. O rok později se Harmel dočkal v této funkci povýšení na SS-Hauptsturmführera (Kapitán).
S jednotkou se také účastnil zabrání Sudet a celý následující rok sloužil s plukem v Protektorátu Čechy a Morava, kde pluk plnil strážní povinnosti.

## Druhá světová válka
S vypuknutím druhé světové války během německé invaze do Polska, byl pluk SS "Der Führer", jehož muži nebyli ještě dostatečně vycvičeni, ponechán v zázemí a následně byl v létě roku 1940 převelen na západní frontu. Zde se zapojil do bojů v Holandsku a ve Flandrech a za následné prolomení linie Grebbe v květnu 1940 byl vyznamenán nejprve železným kříž II. třídy a za necelý měsíc i I. třídou tohoto vyznamenání.

## Vojenská kariéra

### Data povýšení
- Soldat – květen, 1926
- Gefreiter der Reserve – 1928
- Oberfeldwebel der Reserve – říjen, 1934
- SS-Oberscharführer – 2. říjen, 1935
- SS-Untersturmführer – 30. leden, 1937
- SS-Obersturmführer – 30. leden, 1938
- SS-Hauptsturmführer – 30. leden, 1939
- SS-Sturmbannführer – 20. duben, 1941
- SS-Obersturmbannführer – 19. červen, 1942
- SS-Standartenführer – 20. duben, 1943
- SS-Oberführer – 18. květen, 1944
- SS-Brigadeführer und Generalmajor der Waffen SS – 7. září, 1944

### Významná vyznamenání
- Rytířský kříž železného kříže (1626. držitel) – 31. březen, 1943
- Dubové ratolesti k Rytířskému kříži železného kříže (296. držitel) – 7. září, 1943
- Meče k Rytířskému kříži železného kříže (116. držitel) – 15. prosinec, 1944
- Německý kříž ve zlatě – 29. listopad, 1941
- Železný kříž I. třídy – 1. červen, 1940
- Železný kříž II. třídy – 30. květen, 1940
- Spona za boj zblízka ve stříbře – 10. září, 1943
- Útočný odznak pěchoty v bronzu – 4. prosinec, 1940
- Odznak za zranění v černém – 21. březen, 1943
- Odznak za samostatné zničení tanku – 31. březen, 1943
- Všeobecný útočný odznak – 10. září, 1943
- Medaile za východní frontu – 15. srpen, 1942
- Sudetská pamětní medaile se sponou Pražský hrad
- Medaile za Anschluss
- Totenkopfring
- Sportovní odznak SA v bronzu
- Říšský sportovní odznak v bronzu
- Služební vyznamenání SS III. třídy
- Zmíněn ve Wehrmachtbericht – 16. červenec, 1944